# NK Maribor
Nogometni klub Maribor slovenski je nogometni klub iz Maribora. Trenutačno se natječe u 1. SNL.
Maribor je najuspješniji slovenski nogometni klub s 16 osvojenih titula prvaka Slovenije. NK Maribor svoje domaće utakmice igra na stadionu Ljudski vrt. Osnovan je 12. prosinca 1960. godine.

## Vanjske poveznice
- Službena stranica kluba (slov.)
- Službena stranica navijača (slov.)